# Бокштадт
Бокштадт (нем. Bockstadt) — община в Германии, в земле Тюрингия. 
Входит в состав района Хильдбургхаузен.  Население составляет 293 человека (на 31 декабря 2010 года). Занимает площадь 5,80 км².